# Return to Silent Hill
Regreso a Silent Hill es una próxima película de terror psicológico dirigida por Christophe Gans (quien vuelve a la franquicia tras dirigir Terror en Silent Hill en 2006), coescrita con Sandra Vo-Anh y Will Schneider. Está protagonizada por Jeremy Irvine y Hannah Emily Anderson y basada en el videojuego Silent Hill 2 de Konami. La película es la tercera entrega de la serie cinematográfica Silent Hill, así como un reboot.
Anunciada en octubre de 2022, la película se rodó en Alemania y Europa del Este entre abril de 2023 y febrero de 2024. Está previsto que se estrene en cines de Estados Unidos por Cineverse el 23 de enero de 2026.

## Premisa
James ha quedado destrozado tras ser separado de su alma gemela y recibe una misteriosa carta que le lleva de vuelta a un pueblo llamado Silent Hill, donde espera encontrarla. Sin embargo, descubre que el pueblo ha sido transformado por una fuerza malévola desconocida y, a medida que se adentra en él, encuentra figuras aterradoras, tanto familiares como desconocidas. Dudando de su propia estabilidad mental, intenta comprender la realidad y espera mantenerse lo suficientemente fuerte como para rescatar a su amada.

## Reparto
- Jeremy Irvine como James Sunderland[2]
- Hannah Emily Anderson como Mary Crane/María [1]
- Evie Templeton como Laura[2]

## Producción

### Desarrollo y escritura
En enero de 2020, el director de Silent Hill (2006) Christophe Gans declaró a la revista francesa Allocine que estaba en proceso de escribir nuevos guiones basados en las series Silent Hill y Fatal Frame con el productor Victor Hadida. Más tarde aclaró que la obra no era una secuela directa de la serie de películas de Silent Hill, y que sus sensibilidades habían evolucionado desde el estreno de la primera película. También describió la serie como una antología similar a The Twilight Zone, un lugar donde se podía contar cualquier historia, y pretendía retratar un lado más psicoanalítico del pueblo.
Escrita por Gans, Sandra Vo-Anh y Will Schneider, la película es una adaptación del videojuego Silent Hill 2. Gans dijo en septiembre de 2022 que había terminado los guiones gráficos de la película y que esta se inspira en P.T., el teaser jugable del juego cancelado Silent Hills. En octubre de 2022, la película tenía oficialmente luz verde con el título Regreso a Silent Hill. Gans trabajó con Konami para crear una nueva estética para los monstruos, incluidos los que habían aparecido en su anterior película, como Red Pyramid Thing.

### Filmación
La Fotografía principal comenzó en abril de 2023. Parte del rodaje tuvo lugar en las ciudades alemanas de Múnich, Penzing, Núremberg y Lago Ammer. La producción recibió un millón de euros del programa de financiación de medios FFY Bayern de Alemania.

## Estreno
En mayo de 2025, se informó que Cineverse adquirió los derechos de distribución de la película en Estados Unidos. El sello Bloody Disgusting de Cineverse y su colaborador frecuente Iconic Events Releasing se agregaron como socios de distribución el mes siguiente, y la película está programada para estrenarse en Estados Unidos el 23 de enero de 2026.